# Grotte de Philipp
La grotte de Philipp est située à Otjimbingwe, dans la région d'Erongo, en Namibie. La grotte est classée monument national de Namibie depuis le 1er février 1951.

## Galerie

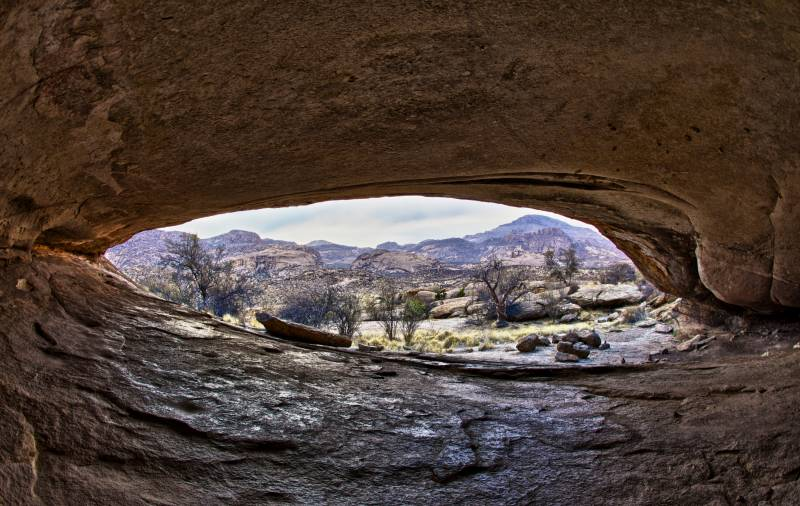
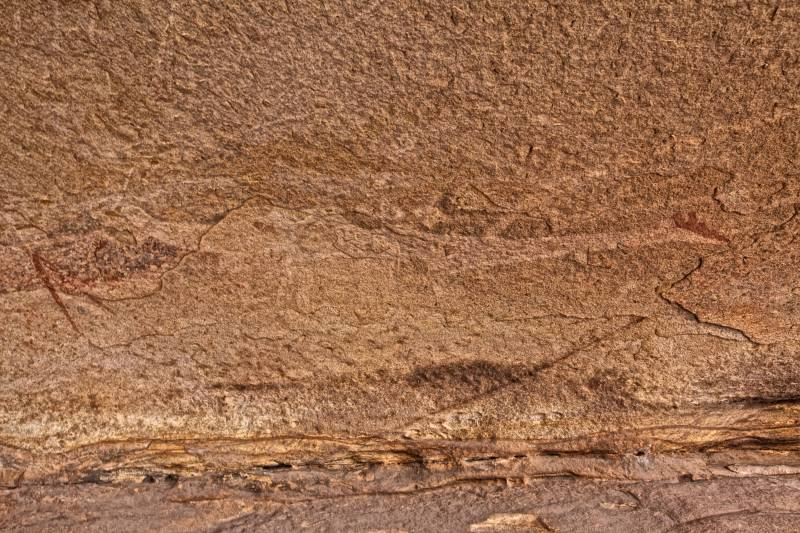
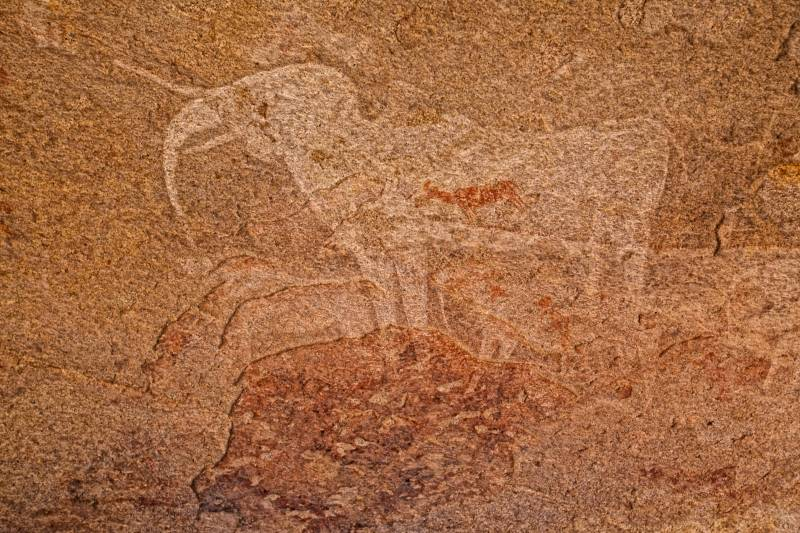